# NGC 4718
NGC 4718 is een balkspiraalstelsel in het sterrenbeeld Maagd. Het hemelobject werd op 10 februari 1830 ontdekt door de Britse astronoom John Herschel.

## Ecliptica
Het stelsel NGC 4718 bevindt zich betrekkelijk dicht bij de Ecliptica, hetgeen betekent dat het, vanaf de Aarde gezien, regelmatig bezoek krijgt van de planeten van het Zonnestelsel, alsook bedekt kan worden door de Maan.

## Synoniemen
- MCG -1-33-20
- IRAS 12479-0500
- PGC 43463